# Авъл Цецина Алиен
Вижте пояснителната страница за други личности с името Алиении.
Авъл Цецина Алиен (на латински: Aulus Caecina Alienus; * във Виченца; † 79 г. в Рим) е политик и военен на Римската империя през 1 век.

## Биография
Произлиза от Виченца. През 68 г. е квестор в Бетика. Император Галба го прави легионерски легат, но е уволнен заради присвояване на държавна собственост. В края на 68/началото на 69 г. е легат на IIII Македонски легион, помага на Вителий и е направен от него главнокомандващ на всички войски в Горна Германия, които води в Горна Италия.
Побеждава хелветите  и пристига във Верона, за да завземе долината на По. На 14 април 69 обединените сили на Вителий печелят битката при Бедриакум против Отон.
В Лугдунум (Лион) и скоро след това в Рим получава от Вителий награди.
На 1 септември 69 г. той става суфектконсул заедно с Фабий Валент. След смъртта на Валент в боеве против Веспасиан на 30 октомври, Цецина трябва да напусне един ден преди да свърши суфектконсулата му, понеже Вителий го обвинява за загубата и го сменя на 31 октомври със своя близък Розий Регул.
Вителий го прави главнокомандващ на войската против Флавианите, където е пленен от войниците си  и от Марк Антоний Прим, легат на legio VII Galbiana, изпратен при Веспасиан , който го приема добре. Въпреки това Цецина участва 79 г. в заговор против Веспасиан. Неговият син Тит го екзекутира.